# Lone Star Grand Prix 2006
Le Lone Star Grand Prix 2006, disputé sur le 12 mai 2006 sur le Reliant Park est la deuxième course de l'American Le Mans Series 2006.

## Course

### Classement de la course
Classement final de la course (vainqueurs de catégorie en gras),, :
| Pos.   | Catégorie | N°  | Écurie                                      | Pilotes                                  | Châssis                 | Pneus | Tours/Abandon |
| Pos.   | Catégorie | N°  | Écurie                                      | Pilotes                                  | Moteur                  | Pneus | Tours/Abandon |
| ------ | --------- | --- | ------------------------------------------- | ---------------------------------------- | ----------------------- | ----- | ------------- |
| 1      | LMP1      | 2   | Audi Sport North America                    | Rinaldo Capello Allan McNish             | Audi R8                 | M     | 143           |
| 1      | LMP1      | 2   | Audi Sport North America                    | Rinaldo Capello Allan McNish             | Audi 3.6L Turbo V8      | M     | 143           |
| 2      | GT1       | 4   | Corvette Racing                             | Oliver Gavin Olivier Beretta             | Chevrolet Corvette C6.R | M     | 138           |
| 2      | GT1       | 4   | Corvette Racing                             | Oliver Gavin Olivier Beretta             | Chevrolet 7.0L V8       | M     | 138           |
| 3      | GT1       | 3   | Corvette Racing                             | Ron Fellows Johnny O'Connell             | Chevrolet Corvette C6.R | M     | 138           |
| 3      | GT1       | 3   | Corvette Racing                             | Ron Fellows Johnny O'Connell             | Chevrolet 7.0L V8       | M     | 138           |
| 4      | GT1       | 007 | Aston Martin Racing                         | Darren Turner Tomáš Enge                 | Aston Martin DBR9       | P     | 137           |
| 4      | GT1       | 007 | Aston Martin Racing                         | Darren Turner Tomáš Enge                 | Aston Martin 6.0L V12   | P     | 137           |
| 5      | GT1       | 009 | Aston Martin Racing                         | Pedro Lamy Stéphane Sarrazin             | Aston Martin DBR9       | P     | 137           |
| 5      | GT1       | 009 | Aston Martin Racing                         | Pedro Lamy Stéphane Sarrazin             | Aston Martin 6.0L V12   | P     | 137           |
| 6      | LMP1      | 16  | Dyson Racing                                | James Weaver Butch Leitzinger            | Lola B06/10             | M     | 134           |
| 6      | LMP1      | 16  | Dyson Racing                                | James Weaver Butch Leitzinger            | AER P32T 3.6L Turbo V8  | M     | 134           |
| 7      | GT2       | 23  | Alex Job Racing                             | Mike Rockenfeller Klaus Graf             | Porsche 911 GT3-RSR     | M     | 134           |
| 7      | GT2       | 23  | Alex Job Racing                             | Mike Rockenfeller Klaus Graf             | Porsche 3.6L Flat-6     | M     | 134           |
| 8      | GT2       | 45  | Flying Lizard Motorsports                   | Johannes van Overbeek Wolf Henzler       | Porsche 911 GT3-RSR     | M     | 133           |
| 8      | GT2       | 45  | Flying Lizard Motorsports                   | Johannes van Overbeek Wolf Henzler       | Porsche 3.6L Flat-6     | M     | 133           |
| 9      | GT2       | 62  | Risi Competizione                           | Jaime Melo Mika Salo                     | Ferrari F430GT          | M     | 132           |
| 9      | GT2       | 62  | Risi Competizione                           | Jaime Melo Mika Salo                     | Ferrari 4.0L V8         | M     | 132           |
| 10     | GT2       | 31  | Petersen Motorsports White Lightning Racing | Jörg Bergmeister Patrick Long            | Porsche 911 GT3-RSR     | M     | 131           |
| 10     | GT2       | 31  | Petersen Motorsports White Lightning Racing | Jörg Bergmeister Patrick Long            | Porsche 3.6L Flat-6     | M     | 131           |
| 11     | LMP2      | 37  | Intersport Racing                           | Clint Field Liz Halliday                 | Lola B05/40             | G     | 129           |
| 11     | LMP2      | 37  | Intersport Racing                           | Clint Field Liz Halliday                 | AER P07 2.0L Turbo I4   | G     | 129           |
| 12     | LMP2      | 8   | B-K Motorsports                             | Guy Cosmo James Bach                     | Courage C65             | G     | 127           |
| 12     | LMP2      | 8   | B-K Motorsports                             | Guy Cosmo James Bach                     | Mazda R20B 2.0L 3-rotor | G     | 127           |
| 13     | LMP1      | 20  | Dyson Racing                                | Chris Dyson Guy Smith                    | Lola B06/10             | M     | 127           |
| 13     | LMP1      | 20  | Dyson Racing                                | Chris Dyson Guy Smith                    | AER P32T 3.6L Turbo V8  | M     | 127           |
| 14 DNF | LMP2      | 6   | Penske Racing                               | Lucas Luhr Sascha Maassen                | Porsche RS Spyder       | M     | 123           |
| 14 DNF | LMP2      | 6   | Penske Racing                               | Lucas Luhr Sascha Maassen                | Porsche MR6 3.4L V8     | M     | 123           |
| 15     | GT2       | 44  | Flying Lizard Motorsports                   | Lonnie Pechnik Seth Neiman               | Porsche 911 GT3-RSR     | M     | 123           |
| 15     | GT2       | 44  | Flying Lizard Motorsports                   | Lonnie Pechnik Seth Neiman               | Porsche 3.6L Flat-6     | M     | 123           |
| 16     | LMP2      | 19  | Van der Steur Racing                        | Ben Devlin Gunnar van der Steur          | Lola B2K/40             | D     | 122           |
| 16     | LMP2      | 19  | Van der Steur Racing                        | Ben Devlin Gunnar van der Steur          | AER (Nissan) 3.0L V6    | D     | 122           |
| 17 DNF | LMP2      | 7   | Penske Racing                               | Timo Bernhard Romain Dumas               | Porsche RS Spyder       | M     | 119           |
| 17 DNF | LMP2      | 7   | Penske Racing                               | Timo Bernhard Romain Dumas               | Porsche MR6 3.4L V8     | M     | 119           |
| 18     | GT2       | 50  | Multimatic Motorsports Team Panoz           | Scott Maxwell David Brabham              | Panoz Esperante GT-LM   | P     | 115           |
| 18     | GT2       | 50  | Multimatic Motorsports Team Panoz           | Scott Maxwell David Brabham              | Ford (Elan) 5.0L V8     | P     | 115           |
| 19 DNF | GT2       | 21  | BMW Team PTG                                | Bill Auberlen Joey Hand                  | BMW M3                  | Y     | 50            |
| 19 DNF | GT2       | 21  | BMW Team PTG                                | Bill Auberlen Joey Hand                  | BMW 3.2L I6             | Y     | 50            |
| 20 DNF | GT2       | 22  | BMW Team PTG                                | Justin Marks Martin Jensen               | BMW M3                  | Y     | 26            |
| 20 DNF | GT2       | 22  | BMW Team PTG                                | Justin Marks Martin Jensen               | BMW 3.2L I6             | Y     | 26            |
| 21 DNF | GT1       | 26  | Konrad Motorsports                          | Paolo Ruberti Franz Konrad Tom Weickardt | Saleen S7-R             | P     | 16            |
| 21 DNF | GT1       | 26  | Konrad Motorsports                          | Paolo Ruberti Franz Konrad Tom Weickardt | Ford 7.0L V8            | P     | 16            |
| 22 DNF | LMP1      | 12  | Autocon Motorsports                         | Chris McMurry Bryan Willman              | MG-Lola EX257           | D     | 15            |
| 22 DNF | LMP1      | 12  | Autocon Motorsports                         | Chris McMurry Bryan Willman              | AER P07 2.0L I4         | D     | 15            |
| 23 DNF | GT2       | 51  | Multimatic Motorsports Team Panoz           | Tommy Milner Gunnar Jeannette            | Panoz Esperante GT-LM   | P     | 6             |
| 23 DNF | GT2       | 51  | Multimatic Motorsports Team Panoz           | Tommy Milner Gunnar Jeannette            | Ford (Elan) 5.0L V8     | P     | 6             |